# الإعلام الحديث في غانا
يزيد استخدام الإعلام الجديد في غانا كما في الأماكن الأخرى، إن قسم تكنولوجيا المعلومات والتواصل الذي يقوم على نهج السوق الحُر شجع على استخدام الإعلام الجديد وأكثر جانب من الإعلام الجديد شعبيةً للغانيين هو الإنترنت وتطبيقات الجوال وسطح المكتب المتصلة به للتعليم والصحة والسياسة والأعمال والنشر والحكم وما إلى ذلك، كما من الشائع أيضاً استخدام الأجهزة المتنقلة كالهواتف الذكية والأجهزة اللوحية والكمبيوتر.

## الإنترنت في غانا
غانا هي من أوائل البلدان في جنوب الصحراء الكبرى في أفريقيا حصولاً على الإنترنت، اعتباراً من ديسمبر 2012، حيث استطاع 4.2 مليون شخص تقريباً أو 17% من الشعب تقريباً استخدام الإنترنت، تمثل التكنولوجيا اللاسلكية دور مهم لتوسيع نطاق إمكانية الوصول إلى الاتصالات السلكية واللاسلكية.
تبذل إيرتيل وهواوي وميكروسوفت جهوداً لتحسين شبكة التواصل السلكية واللاسلكية في غانا وهذه التقنيات اللاسلكية على الرغم من انها فعالة وواسعة النطاق فإنها تأتي على
حساب مستخدم الإنترنت العادي حتى لو في المناطق الريفية.

## الحكم والديمقراطية
قام رواد الأعمال الغانيون مثل مؤسسي مجموعة الوسائط المتعددة المحدودة بتحرير التواصل في الدولة؛ حيث احبطت "ثقافة الصمت" سابقاً الأفراد من التعبير عن آراء ضد اراء الحكومة
الحاكمة.

## تصنيفات وسائل التواصل الاجتماعي في غانا
في 2014 أصدرت أفانس ميديا قائمة بالشخصيات والعلامات التجارية الغانية وفقاً لظهورهم في وسائل التواصل الاجتماعي. كانت التصنيفات لخلق منافسة بين العلامات التجارية لقبول وسائل التواصل الاجتماعي كأداة جيدة للتطوير، تضمنت الفئات الراديو والتليفزيون والإتصالات وما إلى ذلك، بالإضافة إلى الغانيين في وسائل التواصل الاجتماعي بشكل عام.

## استخدام الاعلام الحديث
تقوم شركة الاتصالات Rlg الحكومية الغانية للتكنولوجيا الرقمية وتكنولوجيا الاتصالات بتصنيع وتصدير وتوفير أجهزة الكمبيوتر اللوحي والهواتف الذكية ضمن مجموعة مجموعة من الإلكترونيات الرقمية للأفراد في غانا وبلدان في جميع أنحاء قارة أفريقيا، نفذت وسائل الإعلام الحديثة في غانا سياسات ليبرالية نسبية تجاه الإنترنت وتكنولوجيا التواصل الحديثة واستخدام وسائل الإعلام الحديثة يرتفع بسرعة في غانا، ازداد صنع المحتوى في وسائل الإعلام الحديث ونشره وتوزيعه الرقمي واستهلاكه في الأجهزة التقنية التي تدعم الإنترنت (الالكترونيات الرقمية)، أنشأت لجنة تنمية تكنولوجيا المعلومات والإتصالات في غانا في 2002 إستراتيجية مستقبلية لتكنولوجيا المعلومات والإتصالات (تكنولوجيا المعلومات والإتصالات للتطوير) تسمى مشروع تكنولوجيا المعلومات والإتصالات للتطوير المتسارع (ICT4AD). تتكون الإستراتيجية من نهج من ثلاثة مراحل: أولاً؛ وضع أعضاء اللجنة إطار لما يريدون تحقيقه، بعد ذلك وضعوا مجموعة من السياسات لتساعدهم في الوصول للهدف واخيراً حددوا بالضبط كيف يمكن تنفيذ هذه السياسات.
بعد الانتهاء من المراحل الثلاثة أخذوا استنتاجاتهم إلى مجلس الوزراء والبرلمان في غانا في عام 2003، تمت الموافقة على الاقتراحات لاحقاً مما مهد الطريق للحكومة لتنفيذ العديد من مبادرات التعليم الإلكتروني والحكومة الإلكترونية وتكنولوجيا المعلومات وطنية في عام 2012. مبادرة غانا للبيانات المفتوحة ووكالة تكنولوجيا المعلومات الوطنية (NITA) في عام 2008 بالإضافة إلى بدء تشغيل البنية التحتية لتكنولوجيا المعلومات والإتصالات الوطنية. هذا التخطيط الجيد احدث تأثير إيجابي على تطوير الأعمال التجارية القائمة على تكنولوجيا المعلومات والإتصالات والاستخدام العام العالي لتكنولوجيا المعلومات والإتصالات في غانا: فترة 2002 – 2005 شهدت على زيادة يقارب قدرها تسعة أضعاف في استخدام الهواتف النقالة وأجهزة الكمبيوتر الشخصية، بالإضافة إلى ظهور صناعة تكنولوجيا المعلومات (بما في ذلك مراكز الاتصالات وبعض تصنيع الكمبيوترات) والتكنولوجيا الصناعية.
في نوفمبر 2011 أسس حاضنين ورجال الأعمال الغانيون دايفيد اوسي وكاميل نابونغ وفيليب إفاه برنامج دروبفي وهو برنامج تطبيقي يساعد الشركات على فرز تعليقات العملاء في الإنترنت. بعد عشرين شهراً تقريباً في يوليو 2013، أصبحت شركة برنامج دوربفي أول شركة أفريقية تنضم إلى برنامج 500 شركة ناشئة وهو برنامج مسرع تشغيل وصندوق أستثمار مقره وادي سيليكون. بدأ دروبفي في مدرسة ميلتووتر الريادية للتكنولوجيا في أكرا (مجموعة ميلتووتر)، يساعد برنامج تطبيق دروبفي الشركات في مراقبة تعليقات العملاء وتحليل التركيب السكاني والاتجاهات الشائعة في الصناعة والعواطف التي في الرسالة لمساعدة
الشركات في الرد على العملاء بشكل صحيح، كما أنه يستفيد من منصات وسائل التواصل الاجتماعي حتى تتمكن الشركات من الوصول إلى نطاق أوسع من العملاء، في يوليو 2013 كان لدى شركة برنامج تطبيق دروبفي أكثر من 6000 عميل في أكثر من 30 دولة عالمياً وحالياً وهي تركز على سوق التكنولوجيا العالمي.